# Gora Uzkaja
Gora Uzkaja (englische Transkription von russisch Гора Узкая Gora Uskaja, deutsch ‚Schmaler Berg‘) ist ein Nunatak im ostantarktischen Mac-Robertson-Land. Er ragt in den Framnes Mountains auf.
Russische Wissenschaftler benannten ihn deskriptiv.